# Centruchus brevicornis
Centruchus brevicornis är en insektsart som beskrevs av William D. Funkhouser 1936. Centruchus brevicornis ingår i släktet Centruchus och familjen hornstritar. Inga underarter finns listade i Catalogue of Life.